# 華系タイ人
華系タイ人（かけいタイじん）は、タイ国内に住み、タイ国籍を持つ中国系住民（華人）である。主に祖先が1949年以前にタイに移住した人々を意味する。特に潮州人が多く潮州系タイ人とも呼ばれる。

## 概要
中国系といっても、タイ国内においては混血が激しいため、極端な意見ではタイ人で華人の血が流れていない人を捜すのが難しいともいわれる。混乱を避けるため、ここでは「統計上に上り、華人を自称するタイ国籍保有者」を扱う。
なお、タイ北部には陸伝いで渡来しイスラーム化した「チン・ホー族」といわれる華人がいるが、チン・ホー族は北部少数民族として扱われることが多いため、この項ではあまり扱わない。また、同タイ北部には、中国の共産化によって難民として移り住んだ「國民黨（クオミンタン）」と呼ばれる華人が存在するが、こちらも扱わない。また、東南アジア各地に住みタイでは南部のプーケットに多い「プラナカン」についても扱わない。
タイ華人の形質としては、華南地方の中国人の血を引いているので、目は大きく、鼻が低い、土着のタイ人より白いが、ある程度形質の変化が進み多少は黒くなっている場合もあり、あるいはもともと黒い肌の中国系もいる。当然ながらこれらは個人差があり、一様にいうことはできない。
タイの華人は、同化の傾向が大きく、タイ人であるという意識の方が強いといわれ、(現代)中国人に対してもあまり目立った友好を示すわけではない。また、華人が3世代目、4世代目などになると、ほとんどタイ語を話すようになり、華語ができたとしても殆ど祖父母と会話する際のみなどの状況が生じている。これらのことから、タイにおける華人はタイにおおむね同化して来ているといえる。

## 歴史

### スコータイ時代
タイでは古くスコータイ王朝以前から、華人の商人が渡来していたという。中には焼き物技術を持ち込んで、スワンカロークで宋胡禄を14世紀に開発したものもいる。ただし、宋胡禄に見られる中国風の様式は15世紀初頭になくなったため、スワンカロークに移り住んだ中国人陶器工は徐々に同化したものと見られている。なお宋胡禄は戦国時代に日本に盛んに輸出され日本の茶人に愛用された。

### アユタヤ時代
アユタヤ王朝時代にも華人の商人が渡来していた。アユタヤは頻繁に朝貢を行っていた。また1405年から33年にかけての鄭和の遠征では、鄭和自身がタイを訪れた形跡はないが、部下の馬歓らがタイを訪れた記録が残っている。これらの結果、タイでは中国人が移り住み、子孫ができたと考えられている。
スコータイの没落にともないアユタヤが勢力を拡大すると、中国人の存在もアユタヤ・中国両国の文献に出てくるようになり、中国の文献にもタイで官吏となった中国人の存在が出てくる。また、パタニ王国では中国人官僚林道乾がイスラム君主のもと、権力を握りほとんど無税で貿易が行えた記録などもなども残っている。
一方、17世紀初頭から台頭し始めた日本人町の日本人勢力は、徐々に対外貿易額を伸ばし中国人商人の勢力を脅かした。しかし、1627年王位についたアユタヤ王プラーサートトーンは勢力の大きくなった日本人町を焼き討ちし、対外貿易を王室の専売特許とした。これは、実際の貿易業務は中国人に王室から委託されたことと、最大の貿易相手国であった日本は、鎖国後も中国船との貿易は認めていたことから、中国人にとってはプラスに作用した。
また、ナーラーイ王（1657 - 1688年）の時代、オランダと中国が互いにしのぎを削るようになると、オランダは1663年に中国人と一悶着を起こし、それがもとで、1664年オランダはアユタヤ政府に一方的に条約を迫るが失敗し、オランダはアユタヤにおける貿易から姿を消した。また、変わってフランス勢力がタイでの貿易に手を出そうとするが、ナーラーイの死にともない、アユタヤ王朝は白人国家に対して鎖国を行った。結局これらは中国人の貿易商に大きく利益するものとなった。
さらに、1645年の清朝の華南征服は、中国人へのタイへの入植を促した。この傾向は18世紀頃まで続く。このため、清朝はタイとの交易を事実上禁止することもあった。しかし、雍正帝は朝貢貿易を認める政策に転換。タイは低額な関税で米を盛んに輸出した。
17世紀に福建系の華人がタイランド湾の利権を握ると、華南からの移民が増えた。タイ華人は華南からということになったのも、この時からである。中には官位を持つものがあり、華人であるトンブリー王朝のタークシン王もアユタヤー時代には、ターク県の知事をしていた。

### トンブリー時代
アユタヤー王朝がビルマによって破壊されたあと、潮州人のタークシン（中国名: 鄭昭）が新たにトンブリーにトンブリー王朝を建てた。トンブリーに遷都した理由としては、アユタヤがすでに崩壊していたこと、トンブリー地区に潮州人コミュニティーがあったと思われることが理由としてあげられる。タークシンはこれ以降、華人のタイ国内での商売が奨励され、タークシン両親の故郷である潮州を中心とする地域から大量の華人がタイ国内に流れ込んだ。

### チャックリー時代
この後チャックリー王朝が成立し、ラーマ1世が即位した。この王朝は国内ではアユタヤ王家の末裔を強調したため、 華人的側面がタークシン王よりも弱かったが、清朝政府に対しては、タークシンと同じ「鄭」姓を名乗り、朝貢貿易を行った。国内でもタークシンに引き続き、華人商人の奨励がなされた。しかし、ラーマ5世時代、1910年に人頭税が上げられると、華人がゼネストを起こした事件がおこり、華人の権利の巨大化が表面化したため、この事件の数ヶ月後即位したラーマ6世により、『東洋のユダヤ人』という論文が著され、華人が批判された。一方では、華人の帰化を奨励し、タイで生まれた華人に自動的にタイ国籍を与える属地主義を導入した。これにより華人が徐々にタイに同化した。
なお、東洋のユダヤ人と呼ばれた華人には客家人系が多い。

### 西暦2000年代
タイでは再び中国(台湾系含む)の企業の進出がブームになっている。現在のタイ王国では中国・台湾の経済成長により、華人がさらに急増している。華人社会の方がその他のタイ人より経済が裕福な場合が多く、タイ王国の社会では経済の中華化が議論となる場合がある。タクシン首相が客家人なのもあり、客家人系が特に移民しているといわれる。

### 西暦2010年代
華人の人口は年々増えており、経済的な中国系企業との繋がりは更に強くなっている。これに反発するタイ人も少なからずいるが、華人がタイの経済の中核を握っているため、関係は最早切れなくなっている可能性が高い。

## 関連記事
- 華人
- 華僑
- タイ王国
- 韓国の華人
- フィリピン共和国の華人, en:Tornatrás, en:Sangley
- 華語
- タイ語
- 中華料理
- タイ料理